# My Foolish Heart

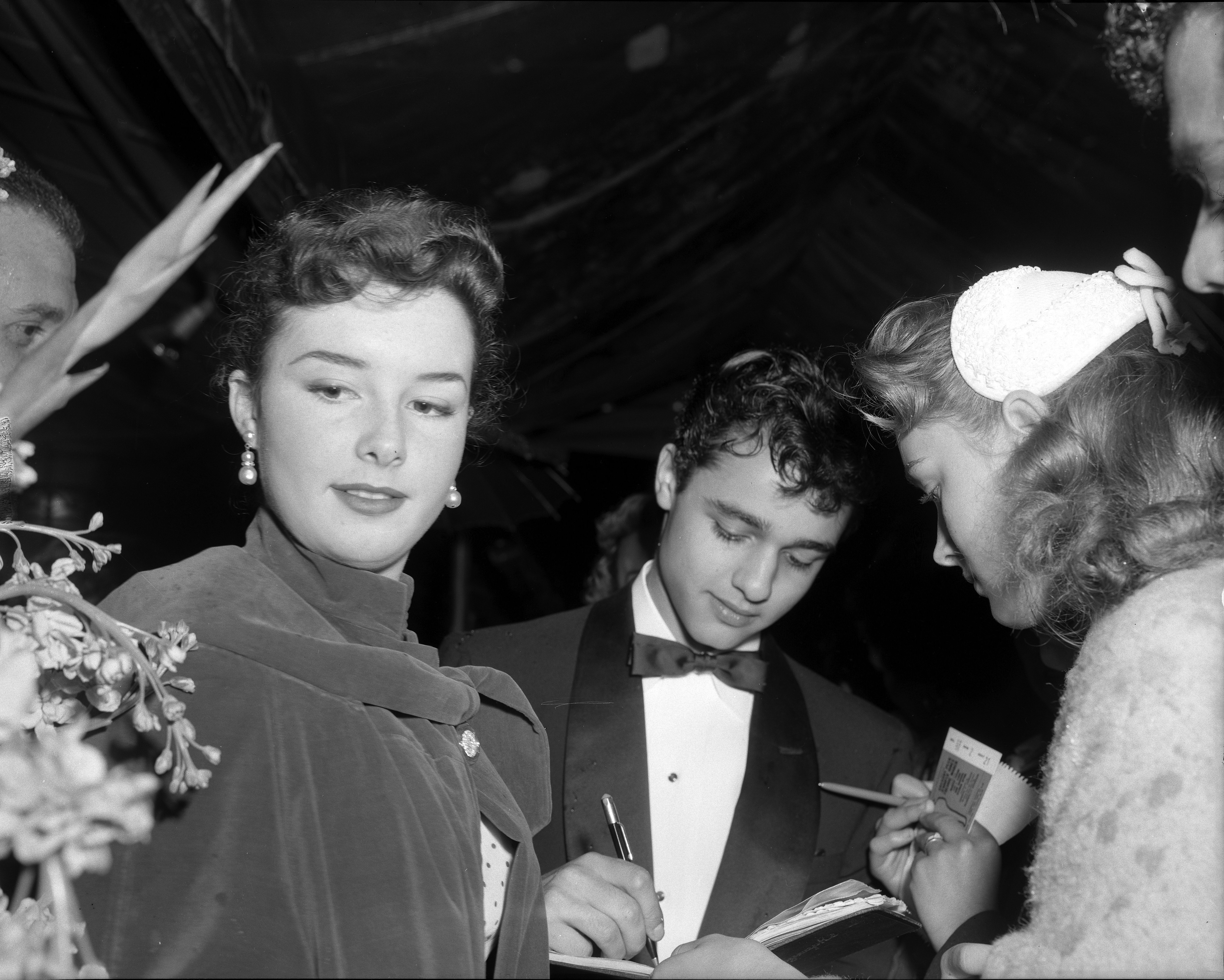
Gigi Perreau, na foto com Sal Mineo em 1956, é filha de refugiados franceses, que fugiram da Paris ocupada pelos nazistas. Estreou nas telas aos dois anos de idade, em 1943, e não conseguiu se firmar no cinema quando tornou-se adulta. Foi melhor recebida na TV, onde participou de inúmeras séries. Em My Foolish Heart, ela é Ramona, a criança filha da heroína Eloise.

My Foolish Heart (Brasil: Meu Maior Amor / Portugal: Meu Louco Coração) é um filme estadunidense de 1949, do gênero drama romântico, dirigido por Mark Robson e estrelado por Dana Andrews e Susan Hayward.

## A produção
O roteiro é baseado no conto Uncle Wiggily in Connecticut ("Pai Torcido no Connecticut", em Portugal, e "Tio Wigilly em Connecticut", no Brasil), o único trabalho de J. D. Salinger adaptado para o cinema. Segundo fãs do escritor, ele teria odiado o que viu nas telas e, por isso, jamais teria autorizado a filmagem de quaisquer outras de suas obras.
A atuação de Susan Hayward, saudada pela crítica, valeu-lhe uma indicação ao Oscar. Segundo Ken Wlaschin, inclusive, este é um dos dez melhores filmes da carreira da atriz.
Victor Young e Ned Washington compuseram para o filme uma canção com o mesmo título, que também foi indicada ao Oscar. A canção tornou-se um standard do jazz, depois do enorme sucesso popular alcançado, principalmente, na voz de Billy Eckstine.

## Sinopse
Conquistador, Walt Dreiser frequenta festas sem ser convidado enquanto espera a convocação. Uma noite, ele encontra Eloise Winters, de Idaho encantada com Manhattan. Os dois têm um rápido romance, que resulta em gravidez. Walt morre em um acidente de treinamento e Eloise casa-se com Lewis Wengler, um homem a quem ela não ama. Cínica e egoísta, Eloise torna-se amarga e alcoólatra, o que coloca em risco a sobrevivência da filha.

## Premiações
| Prêmio | Categoria                                           | Situação |
| ------ | --------------------------------------------------- | -------- |
| Oscar  | Melhor Atriz (Susan Hayward) Melhor Canção Original | Indicado |

## Elenco
| Ator/Atriz          | Personagem                        |
| ------------------- | --------------------------------- |
| Dana Andrews        | Walt Dreiser                      |
| Susan Hayward       | Eloise Winters                    |
| Kent Smith          | Lewis H. Wengler                  |
| Lois Wheeler        | Mary Jane                         |
| Jessie Royce Landis | Martha Winters                    |
| Robert Keith        | Henry Winters                     |
| Gigi Perreau        | Ramona                            |
| Karin Booth         | Miriam Ball                       |
| Todd Karns          | Acompanhante de Miriam Ball       |
| Phillip Pine        | Sargento Lucey                    |
| Martha Mears        | Cantora do clube                  |
| Edna Holland        | Dean Whiting                      |
| Phyllis Coates      | Garota do Colégio (não-creditada) |